# Bravery in the Field
Bravery in the Field ist ein kanadischer Kurzfilm von Giles Walker aus dem Jahr 1979.

## Handlung
Tommy kämpfte einst als Sergeant im Zweiten Weltkrieg und wurde unter anderem mit der Medaille für Tapferkeit auf dem Feld ausgezeichnet. Seine Medaillen nutzt er nun, um sie im Pfandhaus zu versetzen und so über den Monat zu kommen, bevor er den nächsten Rentenscheck erhält. Neben seinen Medaillen und seinem Wellensittich sind es die Treffen mit anderen Veteranen im Vereinshaus der Royal Canadian Legion, die seinen Tag bestimmen. Im Vorfeld des Remembrance Days im November verkauft eine Frau Mohnblumenanstecker, die am Tag in Erinnerung an die Kriegstoten getragen werden sollen. Drei Punks nehmen ihr die Geldkassette weg und werfen sie sich gegenseitig zu. Tommy geht dazwischen und ohrfeigt einen der Jungen, Lennie. Abends beim Bier erzählt er stolz von der Begebenheit. Die drei Punks haben Tommy unterdessen in das Vereinshaus gehen sehen. Sie wollen sich an ihm rächen und vertreiben sich die Zeit mit Klebstoffschnüffeln. Später überfallen sie Tommy, der an dem Tag seine Rente erhalten und deswegen auch seine Medaillen ausgelöst hat. Sie entwenden ihm Geld und Medaillen, doch Tommy gelingt es, Lenny mit seinem Krückstock die Nase zu brechen. Daraufhin schlagen ihn die drei jungen Männer brutal zusammen. Tommy wird ohnmächtig ins Krankenhaus eingeliefert. Auch Lenny kommt wegen seiner gebrochenen Nase ins Krankenhaus. Beide liegen in aneinander angrenzenden Zimmern. Lenny hört, wie Tommy im Schlaf eine Szene rekapituliert, die sich damals auf dem Feld abgespielt hat: Er rettete einem Kameraden das Leben und verlor dabei sein Bein. Lenny ist geschockt, als er erkennt, dass sie zu Dritt einen Mann mit Beinprothese zusammengeschlagen haben. Er flieht aus dem Krankenhaus.
Lenny trifft auf seine beiden Kumpane, reagiert auf ihre Begrüßung jedoch einsilbig. Er borgt sich von einem der Jungen die Jacke und findet in der Tasche die Medaillen von Tommy. Er registriert die Vorbereitungen zum Remembrance Day und sucht schließlich Tommy zu Hause auf. Er entschuldigt sich bei ihm und gibt ihm die Medaillen zurück. Tommy lässt seine Entschuldigungen – er sei ohne Familie und ohne Arbeit – nicht gelten, habe er selbst als verdienter Soldat auch kein rosiges Leben. Kurz darauf nimmt Lenny als Zuschauer an der Parade der Veteranen zum Remembrance Day teil. Er sieht Tommy mit seinen Medaillen vorübergehen und ist erfreut. Bei der Gedenkveranstaltung zeigen die emotionalen Reaktionen vieler Anwesender, dass die Erinnerung an die Ereignisse des Krieges wach ist.

## Produktion
Bravery in the Field wurde als Teil der Reihe Adventures in History vom National Film Board of Canada produziert. Die Produktionskosten beliefen sich auf rund 250.000 Dollar. Die Künstlerische Oberleitung des Films hatte Claude Paré inne. Nach Erscheinen des Films im Jahr 1979 äußerte die Kanadische Gesellschaft der Kriegsamputierten (War Amputees of Canada) Kritik am Film, da Tommy im Laufe der Handlung als Alkoholiker präsentiert werde.

## Auszeichnungen
Bravery in the Field wurde 1980 für einen Oscar in der Kategorie Bester Kurzfilm nominiert. Er gewann im selben Jahr zwei Genie Awards: in der Kategorie Bestes Fernsehdrama unter 30 Minuten (Outstanding TV Drama Under 30 Minutes) und in der Kategorie Beste Kamera in einem Kurzfilmdrama (Outstanding Cinematography in a Dramatic Film (Non-Feature)).